# Zeus - Le gesta degli dei e degli eroi
Zeus - Le gesta degli dei e degli eroi è stato un programma televisivo condotto da Luciano De Crescenzo e diretto da Marco Colli e andato in onda su Rai Uno negli anni novanta.
L'argomento della trasmissione era la mitologia greca. Nelle puntate della durata di circa venti minuti lo scrittore partenopeo racconta i miti classici con il suo stile personale. Il programma può considerarsi come una versione televisiva dei suoi libri. Da sempre infatti i miti greci sono stati uno dei suoi temi preferiti, presenti in molte sue opere. Nella trasmissione egli narra le vicende con uno stile ironico, umoristico, teatrale, in linguaggio semplice e di facile comprensione.
L'intera serie è stata in seguito raccolta e commercializzata in videocassette, suddivisa in quattro gruppi:
- I miti degli dei (6 episodi)
- I miti degli eroi (6 episodi)
- I miti dell'amore (6 episodi)
- I miti della guerra di Troia (6 episodi).

Ognuno dei gruppi era costituito da un cofanetto contenente due videocassette con le relative puntate della serie ed un libro (redatto dallo stesso De Crescenzo) che tratta in maniera più estesa gli argomenti. Tutte le storie sono state inoltre trascritte da De Crescenzo nella raccolta pubblicata nel 1999 I grandi miti greci.

## I miti degli dei

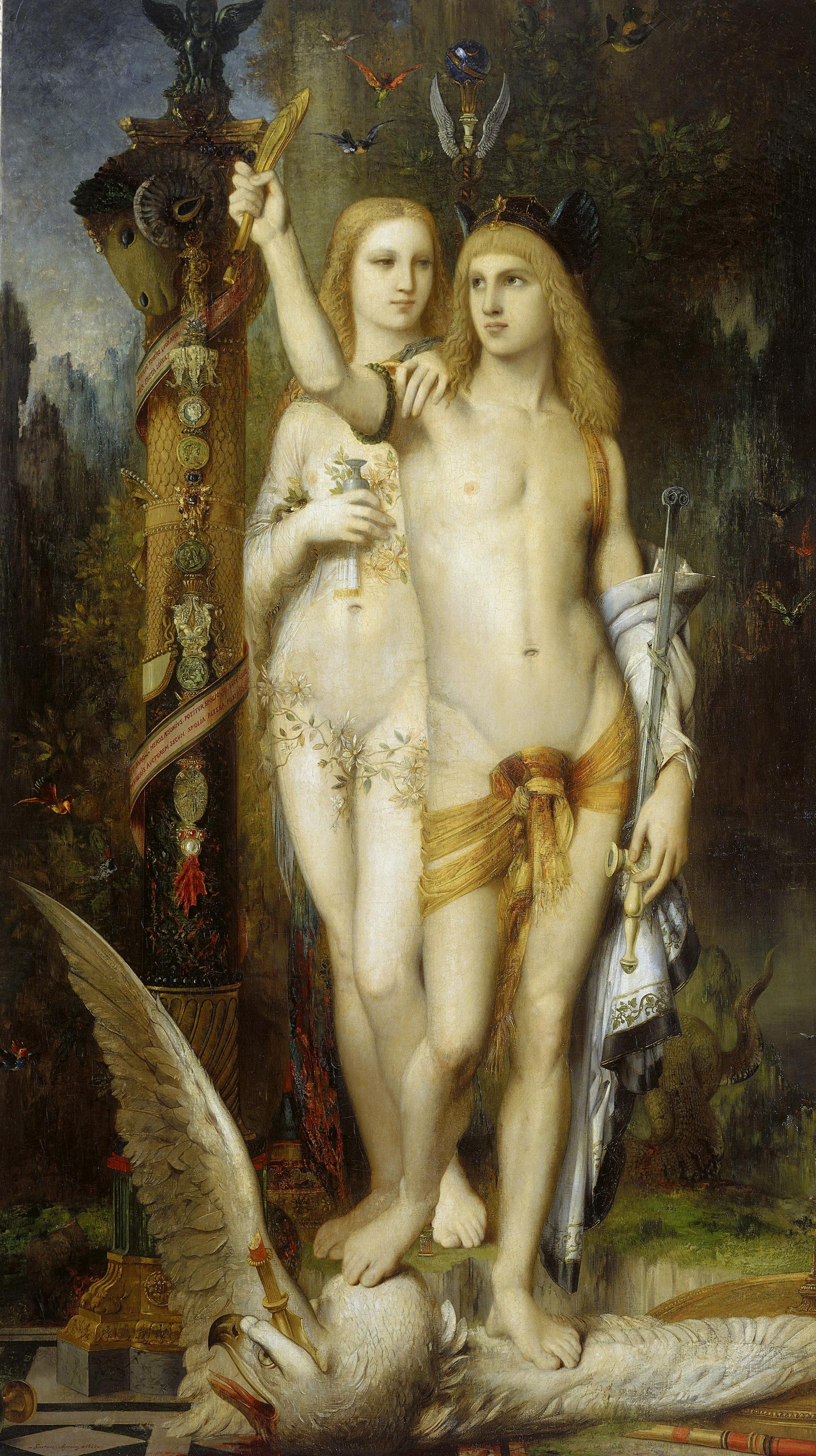
"Giasone e Medea".
Dipinto (olio su tela) di Gustave Moreau (1865).
Conservato al Musée d'Orsay di Parigi.

Nel primo gruppo Luciano De Crescenzo traccia un ritratto di ognuno dei dodici maggiori Dei dell'Olimpo che sono rispettivamente Zeus, Era, Poseidone, Atena, Ares, Ade, Demetra, Dioniso, Efesto, Apollo, Afrodite, Ermes ed Artemide. Di loro lo scrittore analizza, attraverso i miti degli scrittori greci, gli aspetti sia positivi che negativi.
Le sei puntate erano così suddivise: 1) La cosmogonia; 2) La guerra dei giganti; 3) Il mito di Prometeo; 4) Gli Dei dell'Olimpo; 5) Il mito di Apollo e Dafne; 6) Il mito di Efesto.

## I miti degli eroi
De Crescenzo questa volta si sposta nelle zone costiere della Campania e della Sicilia nei pressi di Agrigento, per spiegare le avventure degli eroi più famosi della mitologia greca. Il più famoso tra tutti è Giasone, definito dallo scrittore come una specie di Indiana Jones, grande navigatore a bordo della nave degli Argonauti e sposo sfortunato della maga Medea.

## I miti dell'amore
Nella mitologia greca protagonista era soprattutto Eros ovvero l'Amore in persona. De Crescenzo prima di spiegare il ruolo del dio nei miti, analizza profondamente e con grande passione il dialogo Simposio, scritto da Platone oltre 2500 anni fa. L'amore a quei tempi era libero e non si faceva distinzione fra i sessi. Inoltre l'omosessualità in Grecia era del tutto normale ed anzi serviva appunto agli individui per scambiarsi forti sentimenti e pura conoscenza, come Socrate con Alcibiade.

## I miti della guerra di Troia
Sul grande conflitto tra troiani e greci per colpa di Elena e Paride, De Crescenzo analizza vari fatti accaduti durante le battaglie, come la vigliaccheria di Achille ed Ulisse e la morte violenta di Protesilao e Palamede per colpa degli inganni degli dei e di nemici compatrioti. Concludendo la serie, De Crescenzo crea una sorta di tribunale dove in causa è chiamata proprio Elena, in attesa di essere giudicata o colpevole o innocente.
Le sei puntate erano così suddivise: 1) Il pomo della discordia; 2) Il giudizio di Paride; 3) Il processo a Elena; 4) Achille e Polissena; 5) Il cavallo di Troia; 6) Testore.